# Clay Records
Clay Records est un label indépendant britannique de punk rock et heavy metal, anciennement basé à Stoke-on-Trent, actif entre 1980 et 1996.

## Histoire
Le label est fondé en 1980 par Mike Stone, et se base dans un magasin de disques à Stoke-on-Trent, en Angleterre. La première signature de Clay était le groupe de punk rock local de Stoke, Discharge, qui a sorti le single Realities of War en avril 1980. Stone a distribué le single dans le coffre de sa voiture, mais il a tout de même fait partie du top 10 du palmarès indépendant du magazine musical Sounds . Le label signe ensuite des groupes tels que Play Dead, The Lurkers, Demon et GBH. Les membres de Clay forment Jungle Records en 1984.
En 1996, le distributeur du label, Pinnacle Entertainment, fait faillite, ce qui conduit Mike Stone à perdre 25 000 £. Cet événement le conduit à fermer le label en 1996. En janvier 2000, les actifs du label sont vendus à Trojan Records, qui est ensuite racheté par Sanctuary Records en 2001,. Par la suite, le catalogue de Clay Records est détenu par Sanctuary/BMG Rights Management.

## Discographie
Les sorties de Clay Records étaient :

### Sorties vinyles 7"/12"
- CLAY 1 (1980) - Discharge - Realities of War
- CLAY 2 (1980) - Plastic Idols - Adventure
- CLAY 3 (1980) - Discharge - Fight Back
- CLAY 4 (1980) - Demon - Liar
- CLAY 5 (1980) - Discharge - Decontrol
- CLAY 6 (1981) - Discharge - Never Again
- CLAY 7 (1981) - Dave EDGE - Then World
- CLAY 8 (1982) - GBH - No Survivors
- CLAY 9 (1982) - Zanti Misfitz - Kidz Songs
- CLAY 10 (1982) - White Door - Way of the World
- CLAY 11 (1982) - GBH - Sick Boy
- CLAY 12 (1982) - The Lurkers - This Dirty Town 7"
- CLAY 13 (1982) - Zanti Misfitz - Love Ends at 8
- CLAY 14 (1982) - Discharge - State Violence State Control
- CLAY 15 (1982) - White Door - Kings of the Orient
- CLAY 16 (1982) - GBH - Give Me Fire
- CLAY 17 (1982) - The Lurkers - Drag You Out
- CLAY 17P (1982) - The Lurkers - Drag you Out
- CLAY 18 (1982) - Killjoys - This is Not Love
- CLAY 19 (1982) - Lowlife - Logic and Lust
- CLAY 21 (1983) - The Lurkers - Frankenstein Again
- CLAY 22 (1983) - GBH - Catch 23
- CLAY 23 (1983) - White Door - Love Breakdown
- CLAY 24 (1983) - Abrasive Wheels - Jailhouse Rock
- CLAY 25 (1983) - Demon - The Plague
- CLAY 26 (1983) - White Door  - Windows
- CLAY 27 (1983) - Sex Gang Children  - Maurita Mayer
- CLAY 28 (1983) - Abrasive Wheels  - Banner of Hope
- CLAY 29 (1983) - Discharge - The Price of Silence
- CLAY 30 (1983) - White_Door - Jerusalem
- CLAY 31 (1984) - Play Dead - Break
- CLAY 32 (1984) - The Lurkers - Let's Dance Again
- CLAY 33 (1984) - Abrasive Wheels - The Prisoner
- CLAY 34 (1984) - Discharge - The More I See
- CLAY 35 (1984) - Play Dead - Isobel
- CLAY 36 (1984) - GBH - Do What You Do
- CLAY 37 (1984) - White Door - Flame In My Heart
- CLAY 39 (1984) - The Veil - Manikin
- CLAY 40 (1984) - Play Dead - Conspiracy
- CLAY 41 (1985) - Demon - Wonderland
- CLAY 42 (1985) - Play Dead - Sacrosanct
- CLAY 43 (1985) - Discharge - Ignorance
- CLAY 44 (1985) - Rebel Christening - Tribal Eye
- CLAY 45 (1985) - The Veil - Twist

### Sorties vinyles 12"
- PLATE 1 (1981) - Product - Style Wars
- PLATE 2 (1981) - Discharge - Why
- PLATE 3 (1981) - GBH - Leather, Bristles, Studs and Acne
- PLATE 4 (1983) - Zanti Misfitz - Heroe's Are Go!
- PLATE 5 (1983) - Discharge  - Warning
- PLATE 6 (1983) - English Dogs - Mad Punx and English Dogs
- PLATE 7 (1984) - The Lurkers - The Final Vinyl
- PLATE 8 (1986) - Demon - Sampler

### Sorties en LP
- CLAY LP 1 (1979) - Grace - Grace
- CLAY LP 2 (1981) - Grace  - Grace Live
- CLAY LP 3 (1982) - Discharge - Hear Nothing See Nothing Say Nothing
- CLAY LP 4 (1982) - GBH - City Baby Attacked by Rats
- CLAY LP 5 (1982) - GBH - Leather, Bristles, No Survivors and Sick Boys
- CLAY LP 6 (1983) - Demon - The Plague
- CLAY LP 7 (1983) - White Door: Windows
- CLAY LP 8 (1983) - GBH - City Babys Revenge
- CLAY LP 9 (1984) - Abrasive Wheels - Black Leather Girl
- CLAY LP 10 (1984) - English Dogs - Invasion of the Porky Men
- CLAY LP 11 (1984) - Play Dead - From the Promised Land
- CLAY LP 12 (1984) - Discharge -  Never Again
- CLAY LP 14 (1984) - The Veil - Surrender
- CLAY LP 15 (1985) - Demon - British Standard Approved
- CLAY LP 16 (1985) - Play Dead - Into the Fire
- CLAY LP 17 (1985) - They Only Come Out at Night (compilation)
- CLAY LP 18 (1985) - Demon - Heart of Our Times
- CLAY LP 19 (1986) - Discharge - Grave New World
- CLAY LP 20 (1986) - Play Dead - The Singles 1982-1985
- CLAY LP 21 (1986) - GBH - The Clay Years: 1981-1984
- CLAY LP 22 (1987) - Demon - The Unexpected Guest
- CLAY LP 23 (1987) - Demon - Breakout
- CLAY LP 24 (1987) - Discharge - 1980-1986
- CLAY LP 25 (1988) - Demon - Night of the Demon
- CLAY LP 26 (1988) - Climax Blues Band - Drastic Steps
- CLAY LP 105 (1990) - Driven to Death (compilation)